# Il canto del sudore/Oggi mi sposo
Il canto del sudore/Oggi mi sposo è un singolo di Orietta Berti pubblicato nel 1976 dalla casa discografica Polydor.

## Descrizione
Entrambi i brani sono estratti dall'album Zingari...
Entrambi i brani sono stati presentati nella trasmissione televisiva Per una sera d'estate nel 1976.

## Tracce
1. Il canto del sudore
2. Oggi mi sposo